# ウンブキ
ウンブキは鹿児島県大島郡天城町浅間にある鍾乳洞。「湾屋洞窟」とも呼ばれる。
延長が400m以上ある海中鍾乳洞で、陸上側の入口はドリーネ状になっている。地盤沈下により海底とつながったと推測されている。2019年3月20日から22日にかけて行われた潜水調査により、直線で約700m、総延長にして約1kmまで確認されている。潜水調査は危険性を伴うため天城町の許可が必要となっている。
縄文時代のものと見られる遺跡が発見されている。
2011年に洞内で通常インド洋に生息するウナギ目のXenoconger fryeriが捕獲された。この種の記録は日本初であり、和名としてウンブキアナゴと名付けられた。天城町はウンブキアナゴを天然記念物に指定している。